# Vozera Altusjskaje
Vozera Altusjskaje (vitryska: Возера Алтушскае) är en sjö i Belarus.   Den ligger i voblasten Brests voblast, i den sydvästra delen av landet, 300 km sydväst om huvudstaden Minsk. Vozera Altusjskaje ligger 154 meter över havet. Arean är 1,6 kvadratkilometer. Den sträcker sig 2,1 kilometer i nord-sydlig riktning, och 1,8 kilometer i öst-västlig riktning.
Omgivningarna runt Vozera Altusjskaje är en mosaik av jordbruksmark och naturlig växtlighet. Runt Vozera Altusjskaje är det ganska glesbefolkat, med 21 invånare per kvadratkilometer.